# Tutti contro tutti portiere volante
tutti contro tutti portiere volante è il secondo album ufficiale degli es.

## Il disco
Il disco è uscito il 19 settembre 2011 con il marchio Fosbury Records/Dischi Soviet Studio, distribuito da Audioglobe, preceduto, in esclusiva per il sito web della rivista Rolling Stone, dal video del singolo "7:30 Lunedì".

## Tracce
1. kerry von erich
2. 7:30 lunedì
3. sto benissimo
4. air guitar
5. metà di metà
6. la lingua sotto i denti
7. ex bambini buoni
8. un soldino per i tuoi pensieri (economia domestica)
9. l'articolo the davanti a nome di band
10. lenzuola nuove
11. pardesòra
12. ho ormai i tuoi nei (quando tu accarezzi i miei)
13. virgola

## Formazione
- ALes — Voce, chitarra, tastiere, campioni
- Mario Gentili — Basso, chitarra, cori
- Simone Faggian — Batteria
- Damiano Cavallin - chitarra, cori
- Tina - voce, cori